# Elisso Virssaladze
Elisó Virsaladze (transcrito también Virssaladze o Wirssaladze) (en georgiano : ელისო კონსტანტინეს ასული ვირსალაძე; nacida en Tiflis (Georgia) el 14 de septiembre de 1942) es una pianista georgiana.

## Comienzos
Comenzó sus estudios de piano con su abuela Anastasia Virsaladze (Anastasia Virsaladze), alumna de Anna Yésipova Ésta era una pianista reconocida y enseñaba en privado e igualmente en la escuela para superdotados de Tiflis, donde era profesora. Después de haber obtenido su diploma en el Conservatorio Estatal de Tiflis, Elisó Virsaladze marcha a estudiar al Conservatorio Chaikovski de Moscú donde tiene como profesores a Heinrich Neuhaus y Yákov Zak, antes de convertirse en la asistente de Lev Oborin en su clase en el Conservatorio.
Da sus primeros conciertos a la edad de 16 años y gana su primer concurso en 1959, al Festival Internacional de Viena después de haber recibido el tercer premio del Concurso Internacional Chaikovski. Adquiere así una cierta fama, particularmente a causa de su juventud.
En 1966, gana la medalla de oro del Concurso Schumann de Zwickau, en Alemania. En 1976, recibió el Premio Robert Schumann concedido por la ciudad de Zwickau.
Entre 1987 y 2002, en hasta cinco ocasiones formó parte del jurado del Concurso internacional de piano Paloma O'Shea que se celebra en Santander, España.

## Carrera
Aunque Elisó Virsaladze tiene una reputación indiscutible, su carrera de solista ha sido menos espectacular que la de algunos de sus condiscípulos. Sus giras son voluntariamente ocasionales, con el fin de poder volcarse en la enseñanza. En 1983, sin embargo fue citada por Mark Zilberquit en su libro Grandes pianistas modernos de Rusia.
Forma parte regularmente del jurado de los grandes concursos internacionales, como el Concurso Arthur Rubinstein de Tel Aviv y el Concurso Internacional Chaikovski de Moscú y, en 2010, del Concurso musical internacional Reina Isabel de Bélgica. Graba para varios sellos y toca regularmente en dúo con la violonchelista Natalia Gutman. Como concertista, colabora con orquestas como la Orquesta Filarmónica de San Petersburgo y la Royal Philharmonic Orchestra y aparece ocasionalmente con otras orquestas internacionales de primera fila. Trabaja con directores como Rudolf Barshái, Riccardo Muti, Kurt Sanderling, Yuri Temirkánov, Yevgueni Svetlánov o Antoni Wit.
Su repertorio de predilección reúne a Mozart, Beethoven, Chopin, Prokófiev y particularmente a Schumann, para el cual la crítica le ha reconocido un talento de interpretación particular. Sviatoslav Richter ha calificado a Elisó Virsaladze de «incomparable schumaniana». Pero, sobre todo, se trata de una pianista de gran calado a la que importa sobre todo la claridad y la musicalidad por encima de un virtuosismo que, sin embargo, despliega en la medida necesaria. Es una de esas pianistas que parecen para pianistas pero que cautivan por su manera personal de interpretar.
Enseña simultáneamente en la Musikhochschule de Múnich y en el Conservatorio Chaikovski de Moscú, donde su clase goza de una reputación única de exigencia y de severidad. Han salido de ella los pianistas Borís Berezovski, vencedor del Concurso Internacional Chaikovski en 1990, Alekséi Volodin, Dmitry Shishkin, Pablo Galdo o María Másycheva, vencedora del Concurso Internacional Marguerite Long - Jacques Thibaud en 2009. En Múnich, ha tenido como alumna a Valentina Babor. Se cita frecuentemente su frase sobre la escuela de piano rusa: «Las escuelas de piano pueden ser buenas o malas. La nuestra es muy buena». 
Elisó Virsaladze fue una de los últimos Artistas del pueblo de la URSS (distinguida en 1989).

## Discografía selecta
Live Classics (discos íntegramente grabados en concierto) :
- Schumann: Sonatas n.° 1 & 2, Waldszenen. Grabado en Moscú, 1973 y 1980
- Schumann: Novelletten n.° 1 y 2, Sonata para violín Op. 105, con Oleg Kagan
- Schumann: Fantasiestücke Op. 12, Kreisleriana. Grabado en la Liederhalle de Stuttgart, el 15 de abril de 1991
- Schumann: Arabeske, Sonata n.° 1, Fantasía en do mayor; Schumann/Liszt: Widmung. Grabado en Tours el 11 de junio de 1994, salvo la Arabeske (Feldafing, 1995).
- Chopin: Nocturno op. 72, Polonesa-Fantasía op. 61, Mazurka op. 68/2, Nocturno op. 27/1 & 2, Polonesa op. 53, Mazurkas op. 67/4, op. 30/4, op. 33/1 & op. 33/2; Vals op. 69/1, op. 34/2, op. posth., op. 64/1 & op. 18, Berceuse op. 57. Grabado en Munich, Karlsruhe, Nuremberg, Chemnitz, Milán, de 1992 a 1998.
- Chopin: 4 scherzos, nocturnos. Grabado en Milán en 1998 y Ingolstadt en 1999
- Chopin: Polonesa op. 26, Polonesa-Fantasía op. 61, valses op. 64/3 & op. 70/2, Fantasía op. 49, valse op. 69/1, Polonesa op. 53, mazurkas op. 59/1-3, Barcarola op. 60, Vals op. 69/2. Grabado en Nagoya en 1999
- Chopin: 24 estudios, grabado el 12 de abril de 1985 en Moscú. Se trata de la única grabación en concierto de la integral de los dos cuadernos de estudios de Chopin.
- Brahms: 4 Klavierstücke op. 119; Prokófiev: Visiones fugitivas, Toccata y al. Grabado en la Liederhalle de Stuttgart el 15 de abril de 1991
- Brahms: Sonata para violonchelo y piano n.° 1; Grieg, Sonata para violonchelo y piano, con Natalia Gutman. Grabado en Kreuth en 1991
- Schubert: Sonata n.° 17 D.850 - Brahms, Sonata n.° 1; Liszt, 3 Estudios de concierto, Mephisto-Waltz n.° 1, y al. . Grabado en el Wigmore Hall de Londres el 16 de octubre de 1993
- Schubert: Wanderer Fantasie, Impromptus D. 935. Grabado en Nuremberg en 1995 y Milán en 1997
- Schubert: Adagio D.612, 2 Grazerwalzer D.924, Sonata n.° 13 D.664, Allegretto D.915, 3 Klavierstücke D.946. Grabado en Milán en 1997 y Moscú en 1998. Este disco, de una calidad excepcional, ha sido en lo esencial grabado durante un concierto en el Museo Pushkin en Moscú, a la memoria de Sviatoslav Richter, fallecido algunos meses antes.
- Beethoven: Sonata para violonchelo n.° 3, Trío con clarinete, con Natalia Gutman y Eduard Brunner. Grabado en Kreuth en 1992 y 1994
- Beethoven: Sonatas para violonchelo n.° 1-5, con Natalia Gutman. Grabado en el Concertgebouw de Ámsterdam, el 4 de abril de 1992. Se trata de la única grabación en un concierto de la integral de las sonatas para violonchelo de Beethoven.
- Beethoven: Variaciones sobre un tema de Haendel, Sonata para violonchelo n.° 3, Variac. sobre un tema de Mozart; Mendelssohn: Sonata para violonchelo n.° 2, con Natalia Gutman. Grabado en Munich en 2000
- Mendelssohn: Romanzas sin palabras, op. 109, Sonata para violonchelo n.° 2, Trío con piano n.° 2, con Natalia Gutman y Oleg Kagan. Grabado en Kreuth en 1997 y Moscú en 1998
- Mozart: 9 Variac. sobre Lison dormía, Fantasía K.475, Sonata n.° 14 K.457; Prokófiev: Sonata n.° 8, grabado el 15 de enero de 1995 en la Herkulesaal de la Residencia de Munich
- Mozart: Sonata n.° 10 K.310, Rondo K.485, Rondo K.511; Chaikovski: Gran Sonata op. 37. Grabado en Milán en 1995 y 1997 y Parma en 2002
- Liszt: Mephisto-Waltz n.° 1, Soneto 104 de Petrarca; Shostakóvich: 24 preludios. Grabado en Milán en 1995 y 2001
- Rajmáninov: Sonata para violonchelo; Chopin: Sonata para violonchelo, con Natalia Gutman. Grabado en Kreuth en 2003 y Ascona en 2004
- Shostakóvich: Trío con piano n.° 1, con Oleg Kagan y Natalia Gutman. Grabado en Kuhmo en 1982

Melodiya:
- Chopin: Concierto para piano n.° 1; Schumann: Concierto para piano, con la Filarmónica de Moscú y Dmitri Kitayenko grabados en Moscú el 11 de marzo de 1977.
- Mozart: Concierto para 2 pianos K.365, Concierto para 3 pianos K.242, con Tatiana Nikoláyeva, Nikolái Luganski (K.242), la Orquesta de Cámara Lituana y Saulius Sondezkis, grabados en Moscú el 7 de febrero de 1986.
- Chopin: Sonata n.° 3, Mazurkas op. 30/4 & op. 33/2, Valses op. 34/1 & op. 69/1, Polonesa-Fantasía op. 61, Nocturno op. 27/2, Polonesa op. 53.
- Mozart: Sonatas para piano K.330, K.331, K.332, K.333 & K.457.
- Schumann: Sonata op. 11, Fantasiestücke op.12, Novelletten op. 21.
- Liszt: Tres estudios de concierto, Rapsodia española.

Teldec:
- Brahms: Quinteto con piano, con el Cuarteto Borodín

Northern Flowers:
- Tanéyev: Cuarteto para piano y cuerda op. 20, con Vladimir Ovcharek, Vladimir Stopichev y Iosif Levinson. Grabado en San Petersburgo en 1987.

DVD
- Schumann: Kreisleriana; Prokófiev: Sarcasmos, Sonata n.° 2, y al.. Grabado en La Roque de Anthéron en 2004 (Idéale Audience/Naïve).
- Ravel: Concierto para la mano izquierda, con la Orquesta Filarmónica de San Petersburgo y Dmitri Alekséiev, grabado el 1 de junio de 2003 en San Petersburgo (Euroarts).